# Karel Weirich
Karel Weirich (2. července 1906 Řím – 1. listopadu 1981 Řím) byl český novinář, korespondent ČTK z Vatikánu a Itálie. Za druhé světové války zachránil život asi pěti stům československých Židů.

## Život
Karel Weirich se narodil v Římě. Jeho rodiče se tam odstěhovali poté, co jeho otec Ignác Weirich (1856–1916) získal jako sochař italské stipendium a později se v Itálii usídlil. Dětství tak Weirich prožil převážně v Itálii, ač po otcově smrti krátce pobýval společně s matkou na Moravě.
Po ukončení středoškolských studií začal působit v katolických misijních institucích – nejprve se stal sekretářem ředitele Papežského díla svatého apoštola Pavla a v roce 1932 přešel do sekretariátu Papežských misijních děl. V té době začal psát články o tehdejším Československu pro vatikánský deník L'Osservatore Romano, později i pro deník Messaggero. V roce 1935 přijal nabídku Československé tiskové kanceláře (ČTK) a stal se jejím stálým korespondentem z Itálie a Vatikánu. V roce 1941 byl však propuštěn, důvodem byly jeho protinacistické postoje.
I poté pracoval jako novinář. Stal se ale také součástí odboje a začal pomáhat cizincům, zejm. Židům, které nechal v roce 1940 Benito Mussolini internovat. Pomáhal zejména vězňům koncentračního tábora Ferramonti di Tarsia, kde bylo vězněno několik set československých Židů. Šlo o cestující ze ztroskotané lodi Pentcho, která směřovala do Palestiny. S dalšími dvěma Čechy založil Společnost svatého Václava, která kryla poskytování humanitární pomoci lidem, skrývajícím se v Itálii před nacisty. V dubnu 1944 byl zatčen a poté odsouzen k trestu smrti. V důsledku intervence Svatého stolce byl tento rozsudek zmírněn na 18 let těžkých prací. V květnu 1945 byl Weirich z bavorského vězení vysvobozen americkou armádou.
Po válce začal opět pracovat pro ČTK. Po únoru 1948 byl povolán do Prahy, ale tušil nebezpečí, a proto se rozhodl zůstat v Itálii. Zemřel v roce 1981.

## Ocenění
Dne 28. října 2015 by oceněn Medailí Za zásluhy in memoriam.